# Gavin Pickering

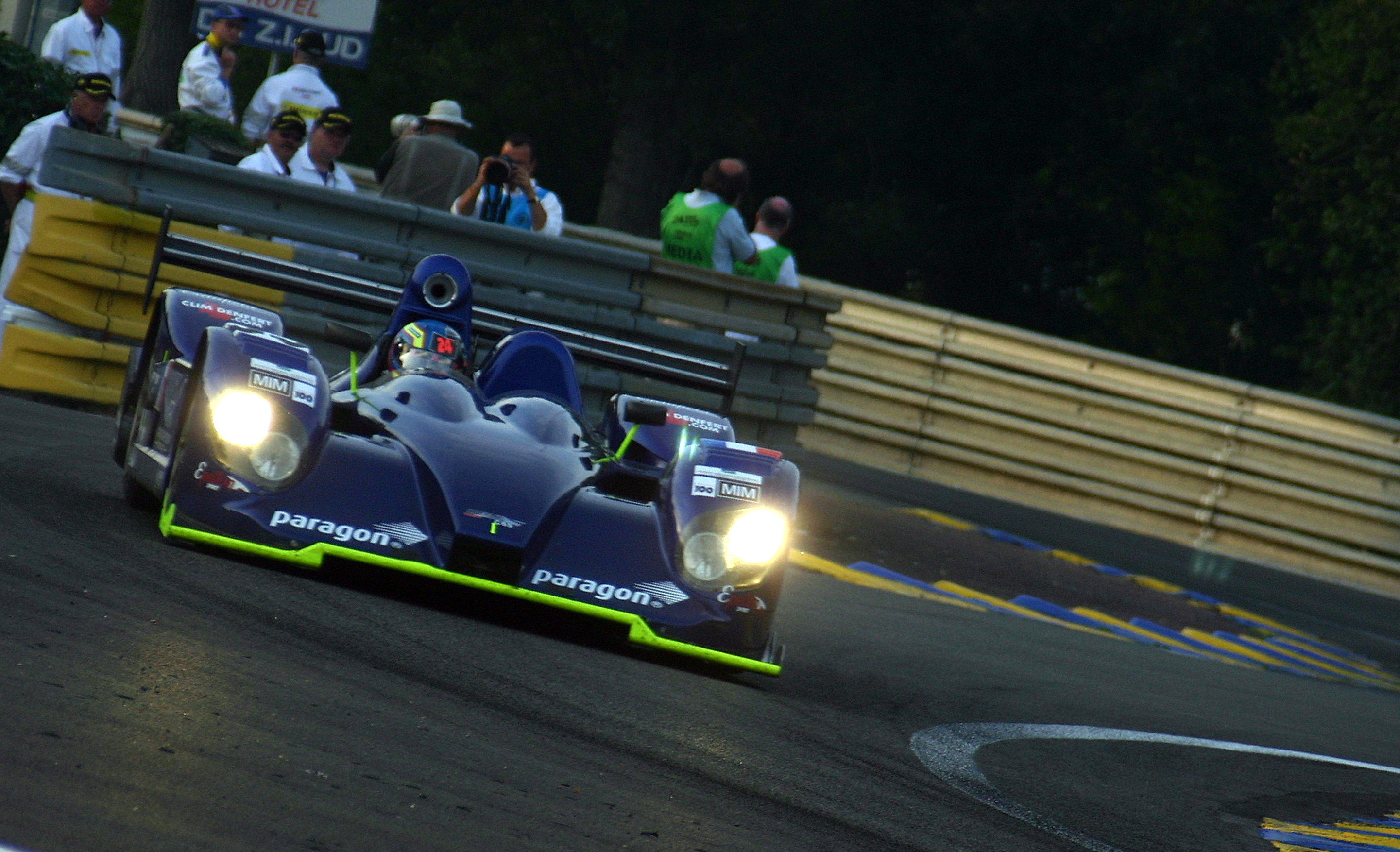
Gavin Pickering im Courage C65 beim 24-Stunden-Rennen von Le Mans 2004

Gavin Charles Pickering (* 19. Februar 1980 in London) ist ein britischer Autorennfahrer.

## Karriere im Motorsport
Gavin Pickering war zwischen 2000 und 2012 im GT- und Sportwagensport als professioneller Rennfahrer aktiv. Er fuhr GT-Fahrzeuge in der European- und American Le Mans Series. Seine besten Platzierungen waren jeweils sechste Plätze im Gesamtklassement beim 1000-km-Rennen von Estoril 2001 und dem 2,45-Stunden-Rennen von Vallelunga im selben Jahr. Sechsmal war er beim 24-Stunden-Rennen von Le Mans und dreimal beim 12-Stunden-Rennen von Sebring am Start.
Seit 2013 fährt er Rennen mit historischen Rennfahrzeugen, so 2015 einen Fittipaldi F8 in der historischen Formel-1-Meisterschaft.

## Statistik

### Le-Mans-Ergebnisse
| Jahr | Team                         | Fahrzeug                | Teamkollege    | Teamkollege       | Platzierung     | Ausfallgrund     |
| ---- | ---------------------------- | ----------------------- | -------------- | ----------------- | --------------- | ---------------- |
| 2002 | Ray Mallock Racing           | Saleen S7-R             | Pedro Chaves   | Miguel Ramos      | Rang 23         |                  |
| 2003 | Rachel Welter                | WR LMP01                | Oliver Porta   | Yōjirō Terada     | nicht klassiert |                  |
| 2004 | Epsilon Sport                | Courage C65             | Renaud Derlot  | Gunnar Jeannette  | Ausfall         | Motorschaden     |
| 2005 | G-Force Racing Bokkenrijders | Courage C65             | Val Hillebrand | Frank Hahn        | Ausfall         | Kraftübertragung |
| 2006 | Lister Storm Racing          | Lister Storm LMP Hybrid | Nicolas Kiesa  | Jens Møller       | Ausfall         | Unfall           |
| 2007 | Pierre Bruneau               | Pilbeam MP93            | Marc Rostan    | Chris MacAllister | Ausfall         | Unfall           |

### Sebring-Ergebnisse
| Jahr | Team                   | Fahrzeug          | Teamkollege     | Teamkollege    | Platzierung | Ausfallgrund    |
| ---- | ---------------------- | ----------------- | --------------- | -------------- | ----------- | --------------- |
| 2001 | Cirtek Motorsport      | Porsche 911 GT3-R | Keith Alexander | Chris Gleason  | Rang 19     |                 |
| 2002 | Konrad Motorsport      | Saleen S7-R       | Walter Brun     | Charles Slater | Ausfall     | Disqualifiziert |
| 2003 | Graham Nash Motorsport | Saleen S7-R       | Pedro Chaves    | Thomas Erdos   | Ausfall     | Getriebeschaden |